# 1 Rosyjska Brygada Narodowa SS
1 Rosyjska Brygada Narodowa SS – rosyjska kolaboracyjna formacja zbrojna w służbie Niemiec podczas II wojny światowej.
W kwietniu 1942 spośród jeńców sowieckich osadzonych w obozie w Suwałkach Niemcy utworzyli jednostkę wojskową w sile batalionu pod nazwą Druschina Verband. Na jej czele stanął podpułkownik Władimir Gil-Rodionow, były podpułkownik Armii Czerwonej. Kadrę oficerską także stanowili Rosjanie. Batalion został następnie przeniesiony do Starego Bychowa. W grudniu 1942 Niemcy sformowali spośród jeńców sowieckich ze stalagu 319 na Lubelszczyźnie kolejny batalion pod nazwą Druschina II pod dowództwem majora A. E. Błażewicza. W marcu 1943 w Łużkach na Nowogródczyźnie oba bataliony połączono w 1 Rosyjski Pułk Narodowy SS, liczący około 2 tysięcy żołnierzy. Wkrótce przekształcono go w 1 Rosyjską Brygadę Narodową SS, która urosła do około 2,5 tysięcy ludzi i została ona skierowana na Białoruś do walki z partyzantami.

## 1 Antyfaszystowska Brygada Partyzancka
Na Białorusi, brygada wraz z dowódcą – po zabiciu instruktorów niemieckich i części Rosjan, którzy się temu sprzeciwili (między innymi generał Pawieł Bogdanow) – przeszła 16 sierpnia na stronę radzieckich partyzantów podporządkowanych Białoruskiemu Sztabowi Partyzanckiemu. Pomimo okrucieństw popełnianych przy pacyfikowaniu wsi białoruskich przemianowano ją na 1 Antyfaszystowską Brygadę Partyzancką i rzucono do walki z Niemcami. Na początku maja 1944 Brygada została rozbita przez Niemców, a jej dowódca zabity podczas akcji przeciwpartyzanckiej pod kryptonimem „Frühlingsfest”.